# Dozentinnen an der Berliner Universität (1919–1945)
Die Berliner Universität war die Universität mit den meisten Privatdozentinnen (14) in der Weimarer Republik bzw. Dozentinnen (11) in der NS-Zeit. 
Erst in der Weimarer Republik wurde es für Wissenschaftlerinnen möglich, Privatdozentin zu werden, das heißt die Lehrbefugnis im Habilitationsverfahren zu bekommen. 
1933 wurde die Bezeichnung „Dozent“ eingeführt, das Habilitationsverfahren getrennt, und die Ernennung der Dozenten oblag dem Reichserziehungsministerium nach positiven Einschätzungen durch den betreffenden Dozentenführer.

## Privatdozentinnen an der Friedrich-Wilhelms-Universität Berlin (1919–1932)
Philosophische Fakultät
Insgesamt gab es zwischen 1919 und 1932 zwölf Privatdozentinnen an der Philosophischen Fakultät.
- Paula Hertwig
- Rhoda Erdmann
- Charlotte Leubuscher
- Lise Meitner
- Gertrud Kornfeld
- Mathilde Hertz
- Hedwig Hintze
- Hilda Pollaczek-Geiringer
- Lotte Möller
- Charlotte Lorenz
- Eva Flügge
- Elisabeth Schiemann

Medizinische Fakultät
Insgesamt gab es zwischen 1919 und 1932 zwei Privatdozentinnen an der Medizinischen Fakultät.
- Annelise Wittgenstein
- Alma Gaedertz

## Dozentinnen an der Friedrich-Wilhelms-Universität (1933–1945)
Philosophische Fakultät
Insgesamt gab es zwischen 1933 und 1945 vier Dozentinnen an der Philosophischen Fakultät.
- Margarete Woltner
- Hedwig Fleischhacker
- Annemarie von Gabain
- Mathilde Hain

Staats- und Rechtswissenschaftliche Fakultät
Zwischen 1933 und 1945 gab es eine Dozentin an der Staats- und Rechtswissenschaftlichen Fakultät.
- Stella Seeberg

Mathematisch-Naturwissenschaftliche Fakultät
Insgesamt gab es zwischen 1933 und 1945 zwei Dozentinnen an der Mathematisch-Naturwissenschaftlichen Fakultät.
- Erika Cremer
- Luise Holzapfel

Medizinische Fakultät
Insgesamt gab es zwischen 1933 und 1945 vier Dozentinnen an der Medizinischen Fakultät.
- Edith Heischkel-Artelt
- Auguste Hoffmann
- Elisabeth Nau
- Else Knake